# Luzenac
Luzenac ist ein Ort und eine südfranzösische Gemeinde (commune) mit 514 Einwohnern (Stand 1. Januar 2022) im Département Ariège.

## Lage
Der Ort Luzenac liegt in einer Höhe von etwa 600 m bis 700 m am Fluss Ariège zu Füßen der Pyrenäen. Die Kleinstadt Ax-les-Thermes ist etwa neun Kilometer in südöstlicher Richtung, die Städte Foix und Pamiers befinden sich 34 bzw. 54 Kilometer nordwestlich.

## Bevölkerungsentwicklung
| Jahr      | 1962 | 1968 | 1975 | 1982 | 1990 | 1999 | 2006 | 2012 | 2019 |
| Einwohner | 898  | 956  | 848  | 816  | 690  | 632  | 638  | 556  | 521  |

Im 19. Jahrhundert hatte der Ort zumeist zwischen 250 und 500 Einwohner. Die Mechanisierung der Landwirtschaft führte im ausgehenden 19. und in der ersten Hälfte des 20. Jahrhunderts zu einem Verlust an Arbeitsplätzen und in der Folge zu einem Rückgang der Einwohnerzahlen, der jedoch seit den 1930er Jahren durch den verstärkten Abbau von Talk ausgeglichen werden konnte.

## Wirtschaft

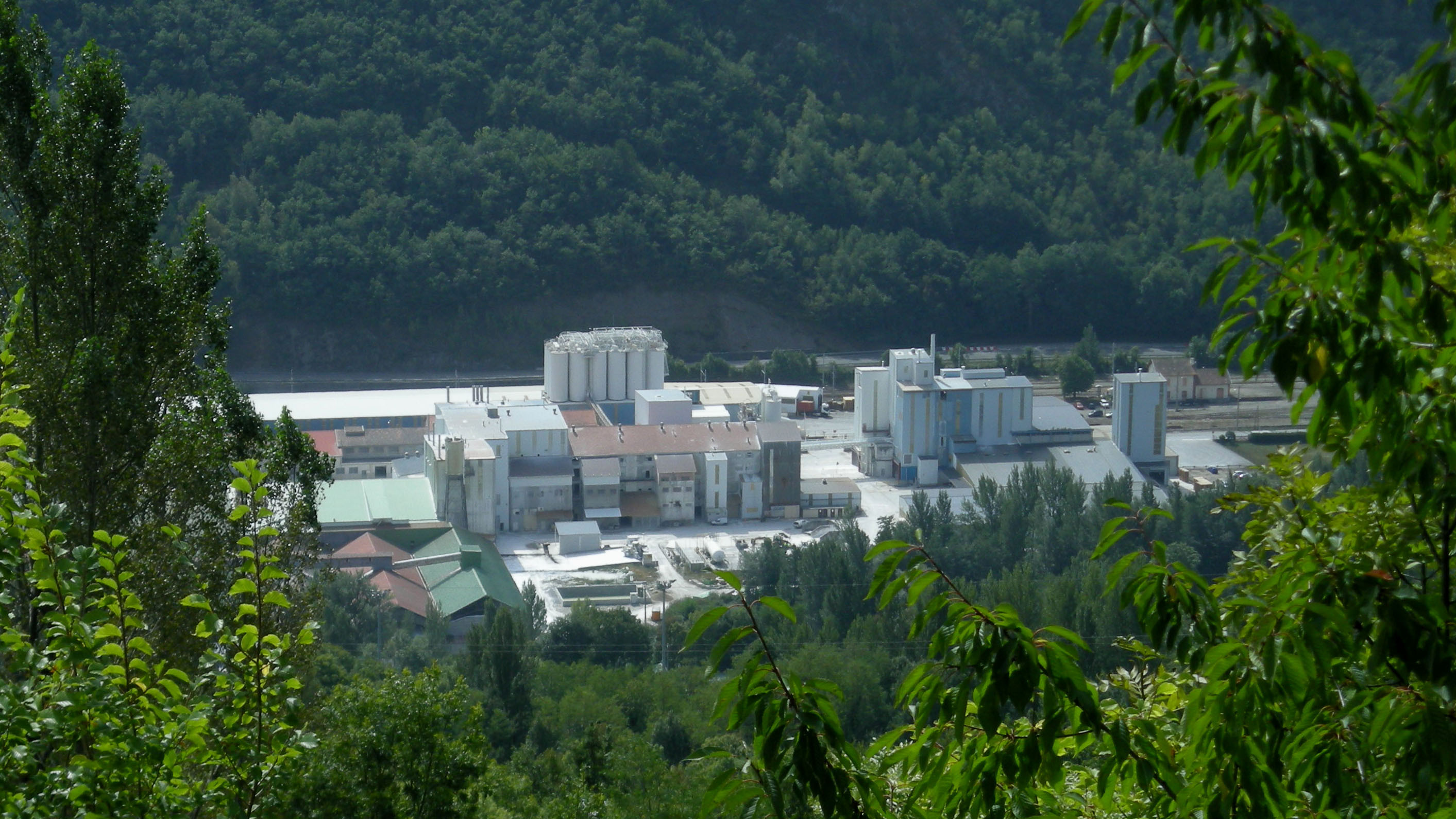
Talkfabrik am Ariège-Ufer

Die Einwohner von Luzenac lebten jahrhundertelang ausschließlich von der Landwirtschaft (Milch- und Käseproduktion); unter den Dörfern im Tal der Ariège war Luzenac bekannt für die Herstellung von Schieferplatten (ardoises). Im ausgehenden Mittelalter ist die Goldwäscherei im Flussbett der Ariège erwähnt; außerdem standen hier mehrere Wassermühlen.
Wirtschaftlich spielt seit dem ausgehenden 19. Jahrhundert der Abbau und die Weiterverarbeitung von Talk eine zentrale Rolle, der heute im vorrangig im 1700 und 1850 Meter hoch gelegenen Talksteinbruch von Trimouns abgebaut wird, der auf den Gemeindegebieten von Lordat, Vernaux und Bestiac liegt, und über eine Seilbahn in die Talkfabrik von Luzenac transportiert wird. Das Endprodukt Talkumpulver wird dort in Säcke verpackt und auf dem Schienenweg abgefahren. Die Förderung erfolgt durch Talc de Luzenac, einem der weltweit größten Förderer des Minerals, der zur Imerys Gruppe gehört. Gegenwärtig werden an die 400.000 Tonnen pro Jahr abgebaut; aktuell hängen 270 feste und 70 Saisonarbeitsplätze in Luzenac und Umgebung von der Förderung und Weiterverarbeitung dieses Minerals ab.

## Geschichte

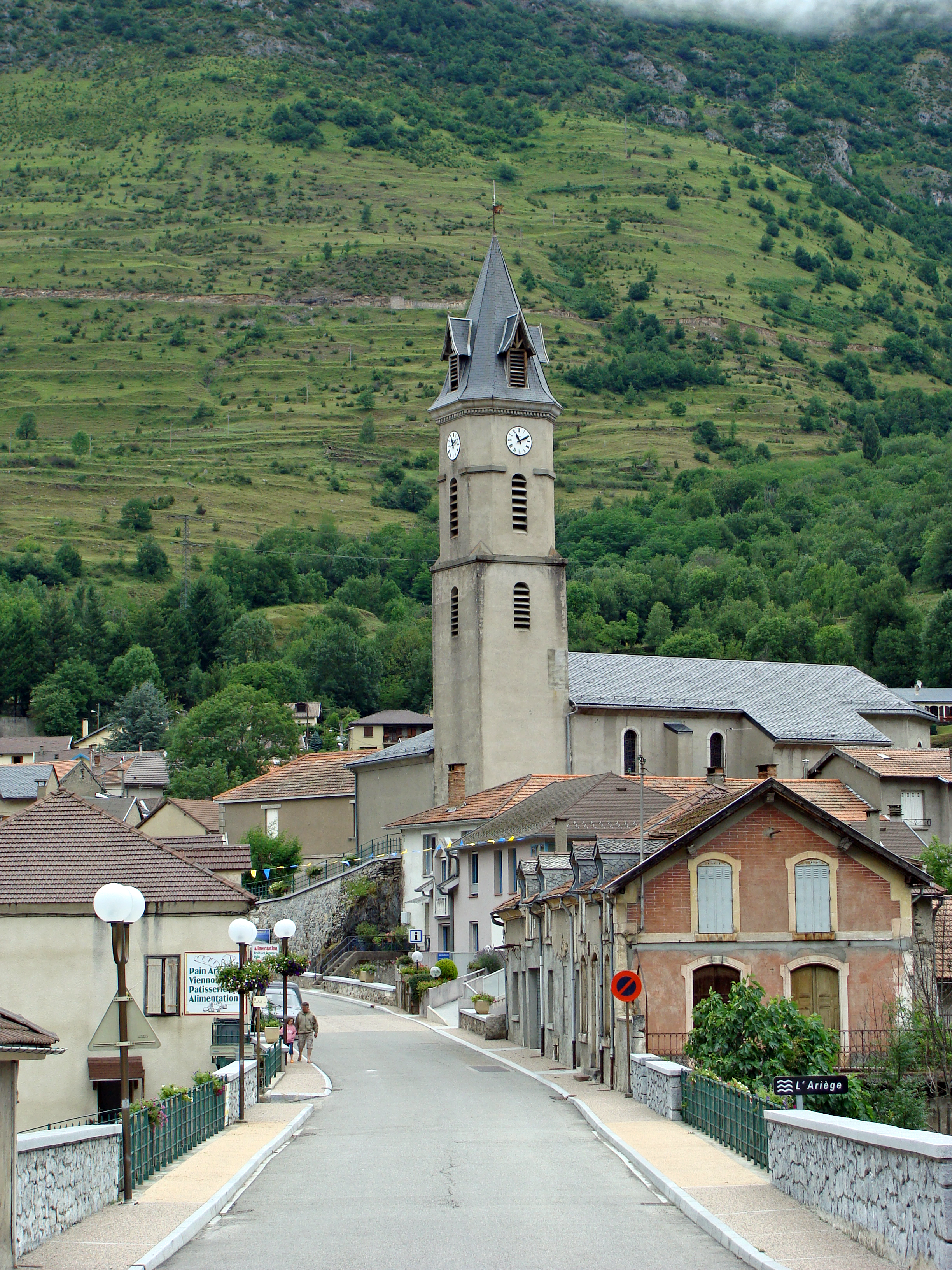
Rue de la Mairie und Église Saint-Martin

Die erste Erwähnung von Luzenac stammt aus einer Herdstellenzählung der Grafen von Foix, welche unter Gaston Fébus im 14. Jahrhundert erstellt wurde.

## Sehenswürdigkeiten
- Pfarrkirche Église Saint-Martin, im Jahr 1656 erbaut
- Mittelalterliche Steinbrücke, im 14. Jahrhundert erstmals erwähnt; sie wurde nach Beschädigungen durch die Hochwässer der Ariège jedoch mehrfach repariert bzw. neu gebaut

## Gemeindepartnerschaft
- Lassing in Österreich, seit 1988. Dort wurde bis 1998 unter Tage Talk abgebaut.